# Thomas Lejdström
Thomas Lejdström (n. 31 mai 1962, Västerås, Suedia) este un înotător suedez, medaliat olimpic. A participat la 2 ediții ale Jocurilor Olimpice (1980, 1984) în care a câștigat o medalie de bronz.